# Joy Ezeilo
Joy Ngozi Ezeilo est une juriste nigériane, universitaire et militante des droits humains. Elle  fonde le Women Aid Collective, le Tamar Sexual Assault Referral Center et la West African Women's Rights Coalition. Son engagement est récompensé de nombreux prix.

## Biographie
Joy Ngozi Ezeilo est une militante féministe et une universitaire, professeure de droit,.

### Formation universitaire
Joy Ngozi Ezeilo obtient un diplôme de troisième cycle en droit au Queen Mary College de l'université de Londres et un BL à la Nigerian Law School. Elle est maître de conférences et enseigne le droit à l'université du Nigeria (campus d'Enugu). Elle suit les cours de l'Institut international des droits de l'homme et du Centre international d'enseignement universitaire des droits de l'homme à Strasbourg, en France. Elle est titulaire d'un diplôme en études de genre et d'un diplôme en études sur la paix et la résolution des conflits du Conseil pour le développement de la recherche en sciences sociales en Afrique, à Dakar, et de l'université d'Uppsala, en Suède.

### Engagement en faveur des droits humains
Elle est directrice fondatrice du Women Aid Collective (WACOL) qui, au cours des 25 dernières années, a fourni une aide juridique gratuite et un abri à 60 000 femmes vulnérables au Nigeria. Elle a également fondé le Tamar Sexual Assault Referral Center, afin d'apporter une réponse rapide aux victimes et aux survivants d'abus.
Elle est actuellement vice-présidente de la section nigériane de l'African Women's Leadership Network et est également membre du groupe d'enquête judiciaire de l'État d'Enugu sur les brutalités policières et les exécutions extrajudiciaires. Elle est doyenne émérite de la faculté de droit de l'université du Nigeria et ancienne rapporteuse spéciale des Nations unies sur la traite des êtres humains (2008-2011).

## Récompenses
Joy Ngozi Ezeilo reçoit en 2006 la distinction nationale d'Officier de l'Ordre du Nigeria pour son militantisme et sa contribution au développement humain,. Elle est également lauréate en 2019 du Prix national des droits de l'homme au Nigéria.
Elle est récipiendaire de la bourse britannique Chevening et a bénéficié du Fonds pour le développement du leadership de la Fondation John D. et Catherine T. MacArthur. Elle a également reçu le prix des visiteurs internationaux de l'Association des études africaines, États-Unis (2001) ; le prix du service pour la paix du Centre africain pour la paix et la résolution des conflits de l'université d'État de Californie à Sacramento pour son travail d'aide juridique bénévole en faveur des femmes et des filles pauvres et vulnérables (2006) ; les prix du service communautaire du Rotary International, du Soroptimist International et du Rotaract Club ; et le prix de la performance exceptionnelle du Conseil du gouvernement local d'Ezeagu, dans l'État d'Enugu.
En 2022, elle est l'une des 100 femmes de la BBC. Elle a été désignée par Chimamanda Ngozi Adichie qui dit d'elle que « La professeure Ezeilo a eu un impact sur de nombreuses vies en fournissant une aide juridique gratuite aux pauvres, en particulier aux femmes et aux jeunes filles dont les droits humains ont été violés. »